# 詹姆斯·莫里斯 (英國政治人物)
詹姆斯·莫里斯，OBE（1967年2月4日—）是一位英格蘭政治人物，他的黨籍是保守黨。自2001年開始，他擔任黑尔斯欧文和罗利里吉斯选区選出的英國下議院議員。在踏入政壇之前，他曾是一位商人。